# Linia kolejowa nr 141
Linia kolejowa nr 141 – zelektryfikowana, pierwszorzędna, jedno- i dwutorowa linia kolejowa znaczenia państwowego łącząca stację Katowice Ligota ze stacją Gliwice.

## Modernizacja
W październiku 2024 PKP Polskie Linie Kolejowe podpisały z Torkolem umowę na remont linii obejmujący m.in. dostosowanie jej do prędkości 120 km/h oraz budowę lub odtworzenie przystanków: Zabrze w rejonie ul. Opawskiej, Zabrze Makoszowy, Ruda Bielszowice, Ruda Halemba, Ruda Wirek i Ruda Kochłowice. Umowa objęła również remont fragmentów linii nr 164 i 651.